# Paradunbarula
Paradunbarula es un género de foraminífero bentónico de la subfamilia Boultoniinae, de la familia Schubertellidae, de la superfamilia Fusulinoidea, del suborden Fusulinina y del orden Fusulinida. Su especie tipo es Paradunbarula dallyi. Su rango cronoestratigráfico abarca el Murgabiense (Pérmico superior).

## Discusión
Clasificaciones más recientes incluyen Paradunbarula en la superfamilia Schubertelloidea, y en la subclase Fusulinana de la clase Fusulinata.

## Clasificación
Paradunbarula incluye a las siguientes especies:
- Paradunbarula dallyi †
- Paradunbarula okayi †
- Paradunbarula ottomana †